# Sazkar Hanım
Fatma Zekiye Sazkar Hanımefendi (en turco otomano: سازکار خانم, "armonía", 8 de mayo de 1873 - 1945) fue la esposa del sultán Abdul Hamid II del Imperio Otomano.
El título completo era: Devletlu İsmetlu Onuncu Sazkar Hanım Efendi Hazretleri

## Vida
Zekiye nació el 8 de mayo de 1873 en Kayalar, era miembro de la familia noble de Abjasia, Maan. Su verdadero nombre es Fatma Zekiye Maan. Era ;a hija de Recep Bata Beys Maan y Rukiye Havva Hanım Mikanba. Era prima hermana de Behice Hanım, la esposa del sultán Abdul Hamid II.
Fue presentado al harén imperial por la esposa abjasia de Çorlulizade Mahmud Celaleddin Paşa, Bidar Hanim, y recibió el nombre de Sazkar. Se casó con Abdul Hamid II el 31 de agosto de 1890 en el Palacio de Yildiz. Se le dio el título de "Tercera Afortunada". El 15 de junio de 1891, un año después del matrimonio, dio a luz a su única hija, Refia Sultan.
El 27 de abril de 1909, Abdul Hamid II fue arrestado y enviado al exilio en Tesalónica, y Sazkar lo siguió durante algún tiempo y regresó a Constantinopla en 1910.
Al principio se instaló con su hija, y más tarde con Peyveste Hanımefendi, otra esposa de Abdul Hamid II, en su mansión de Şişli. En 1918, después de la muerte de Abdul Hamid II, la pensión de viudedad de Sazkar era de 5.000 Akshas. En 1920, cada subsidio se incrementó a 10.000. Sin embargo, en 1923, se vio completamente privada de ella.
En 1924, la familia imperial fue enviada al exilio. Sazkar fue a Beirut, Líbano con su hija, donde murió en 1945, después de haber sobrevivido a su hija durante siete años. Fue enterrado en la Mezquita Sultan Selim en Damasco, Siria.